# 苏台山湾泡
苏台山湾泡是一个位于中国吉林省镇赉县的湖泊，面积约为5平方千米，平均水深约为3米。